# Barbosa Romeo
Rosalvo Barbosa Romeo (Salvador, 23 de janeiro de 1920 — 27 de janeiro de 1999), mais conhecido como Barbosa Romeo foi um advogado e político brasileiro, tendo o Partido da Frente Liberal, atual UNIÃO, como sua última agremiação partidária.fora deputado estadual e vice-governador pelo estado da Bahia.

## Trajetória Política
Foi deputado estadual da Bahia por 9 mandatos consecutivos e vice-governador do estado, eleito indiretamente, em 1994, pela Assembleia Legislativa na chapa de Antônio Imbassahy (PFL) para cumprir um mandato tampão de 8 meses, após a renúncia do então governador eleito em 1990 Antônio Carlos Magalhães para concorrer a uma vaga no senado, e seu vice, Paulo Souto que pretendia concorrer ao cargo de governador no mesmo ano.